# ヨークシャー・テリア
ヨークシャー・テリア（英: Yorkshire Terrier）は、小型の愛玩犬の一品種名。しばしばヨーキーと呼ばれる。

## 歴史
19世紀中ごろ、イギリスのヨークシャー地方で作出された。現代では愛玩犬として知られるが、元々は工業地帯の労働者の間で、家屋を荒らすネズミを捕まえるための間接狩猟犬として飼われていた。1862年に「ブロークン・ヘアード・スコッチ・オア・ヨークシャー・テリア」と命名されたが、長すぎたことからヨークシャー・テリアと呼ばれるようになった。1886年にイギリスのケネルクラブで公認され、比較的その歴史が短いという意味で新しい犬種である。1800年代後半にアメリカ初上陸する。かつてはオーストラリアン・テリアやオーストラリアン・シルキー・テリアと混同され、1932年にこれら3犬種の交配が禁止されるまで統一されたスタンダード種は確立されなかった。

## 概要
ジャパンケネルクラブ (JKC) が公認する犬種の中ではチワワに次ぐ小型な犬種であり、成長しても2 - 3キログラム程度にしかならない個体が多い。ただし、作出にあたりマンチェスター・テリア、スカイ・テリア、絶滅種であるクライズデール・テリア（ペイズリーテリア）、マルチーズなど様々な犬種を交配改良したことや、犬種の歴史が浅く血統が不安定といった種々の要因で、しばしば7キログラム程度の大きな個体もみられる。FCIで2kg未満と3.1kg以上は認可されない。平均身長28センチメートル (cm)。尾は長いものの、多くは生後間もなく3cm程度に断尾されるため、尾の長い個体はあまり見掛けない。
性格面ではテリア種らしい勇敢さや気の強さ、独立心、賢さがあると評価される。その一方で寂しがりな面もあり、飼い主には甘える傾向も強いとされる。

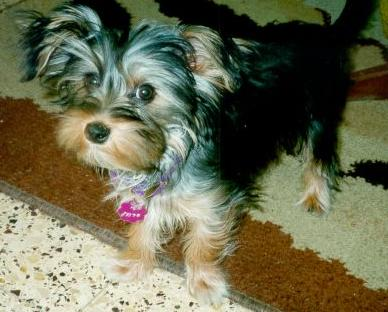
子犬

幼い頃の体毛はブラック・タンだが、成長するにつれスチールブルーやゴールド、シルバーなど毛色が7回ほど変化すること、その美しい絹のような毛質から「動く(歩く)宝石」とも称される。毛質が一様なシングルコートで抜け毛は少ない。被毛が地面まで届く長さで整えるフルコートがスタンダードとされ、被毛の擦り切れを防止するために毛先を紙で包んでまとめるラッピングも多用される。ショーへの出場などを意識しない家庭犬では、手入れの容易さや汚れの付きにくさもあって、短く刈り込んだサマーカットで通年過ごさせる場合も多い。
耳は立っているものが多いが、垂れたものも居る。
JKCによる日本国内の登録件数調査では、1位になったことはないものの1970年代から3 - 6位程度を維持する、流行の影響が少ない人気犬種である。

## 健康上の注意点
多くの小型犬に共通するが、膝蓋骨脱臼、水頭症、糖尿病、気管虚脱がよく見られる。もとめる際に、遺伝病の有無を血統で確認すると良い。先天的に骨が弱い個体が多く、特に下肢に畸形が見られる場合がある。虫歯、歯周病になりやすく口臭がある。

## ギャラリー

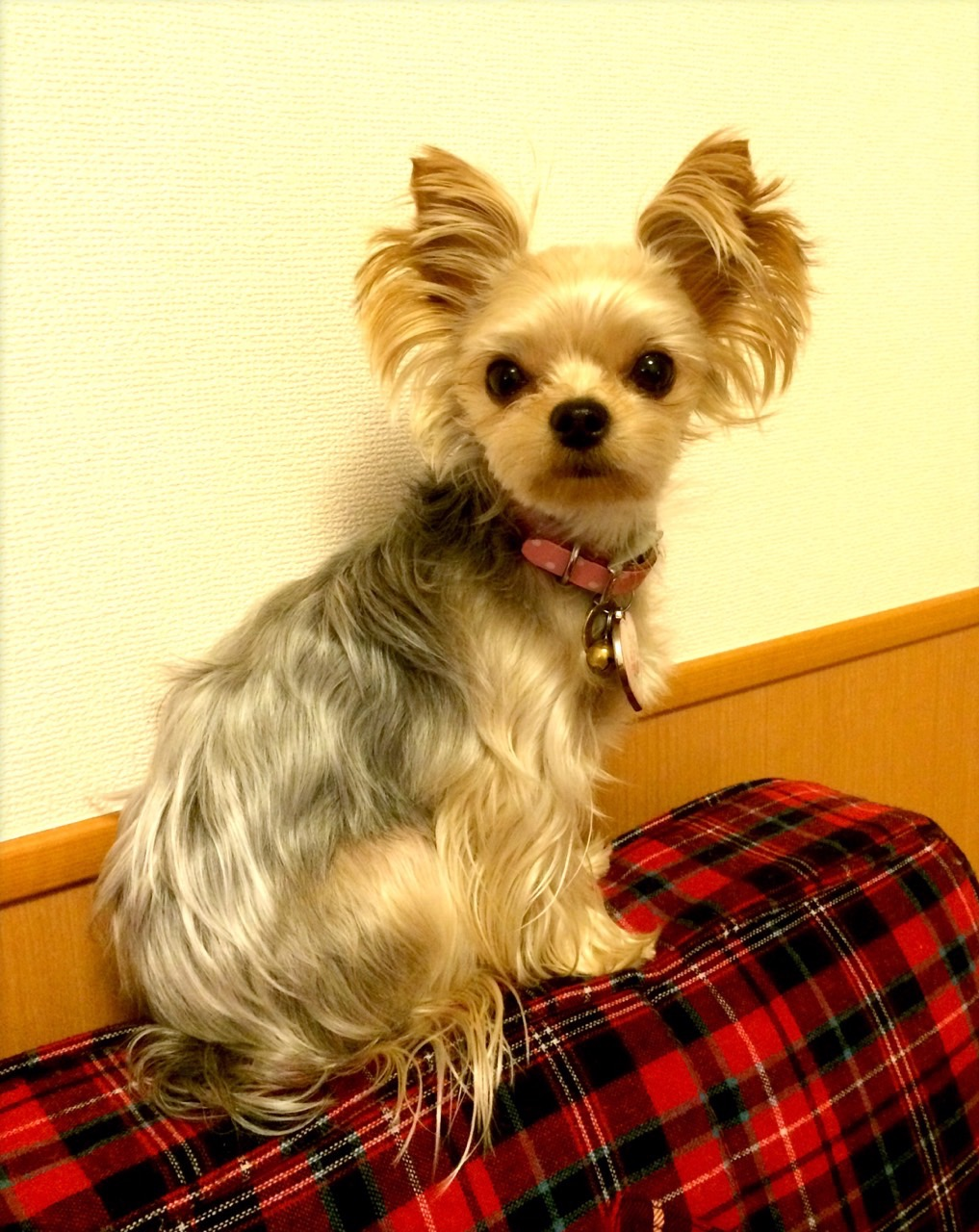
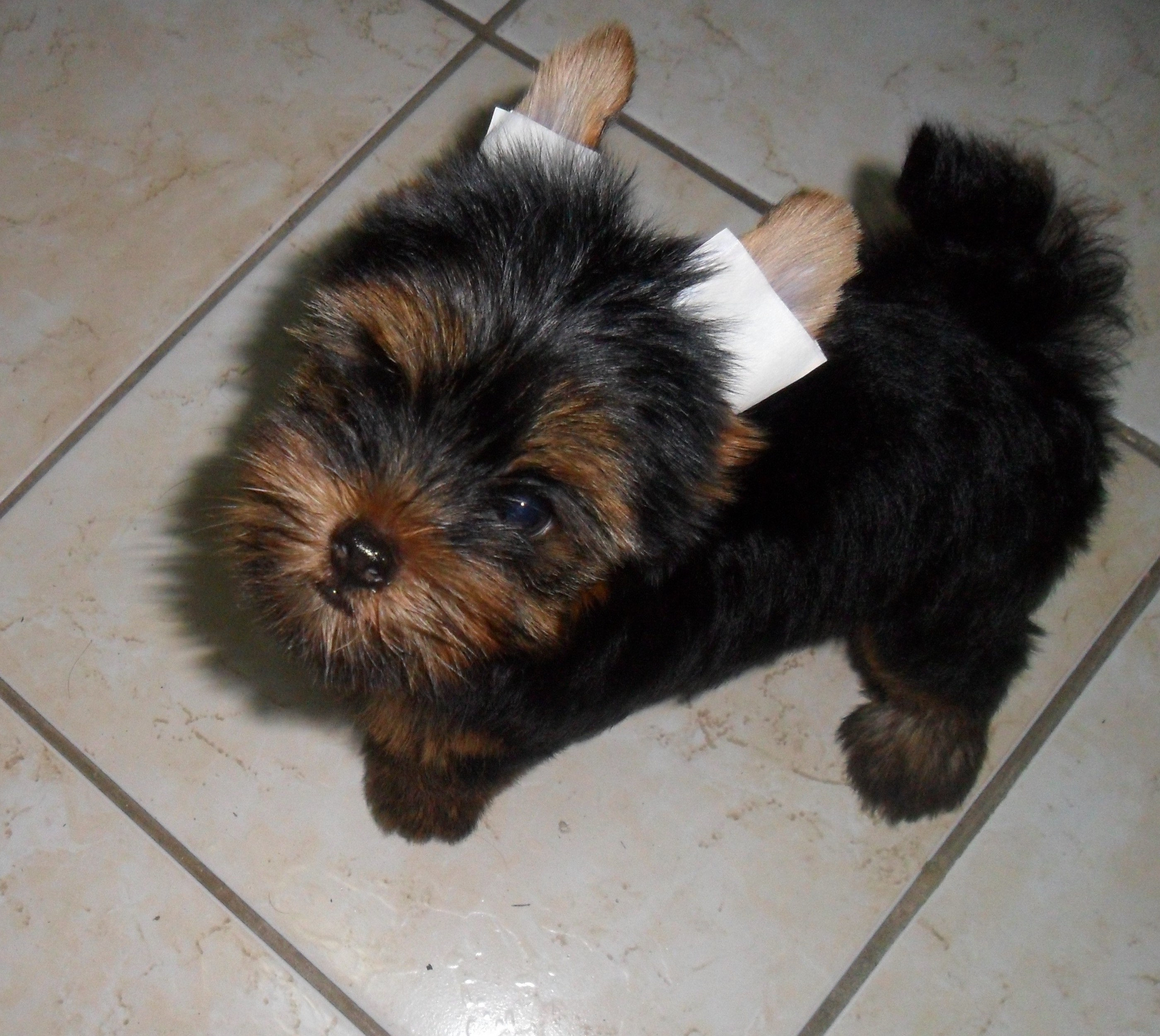
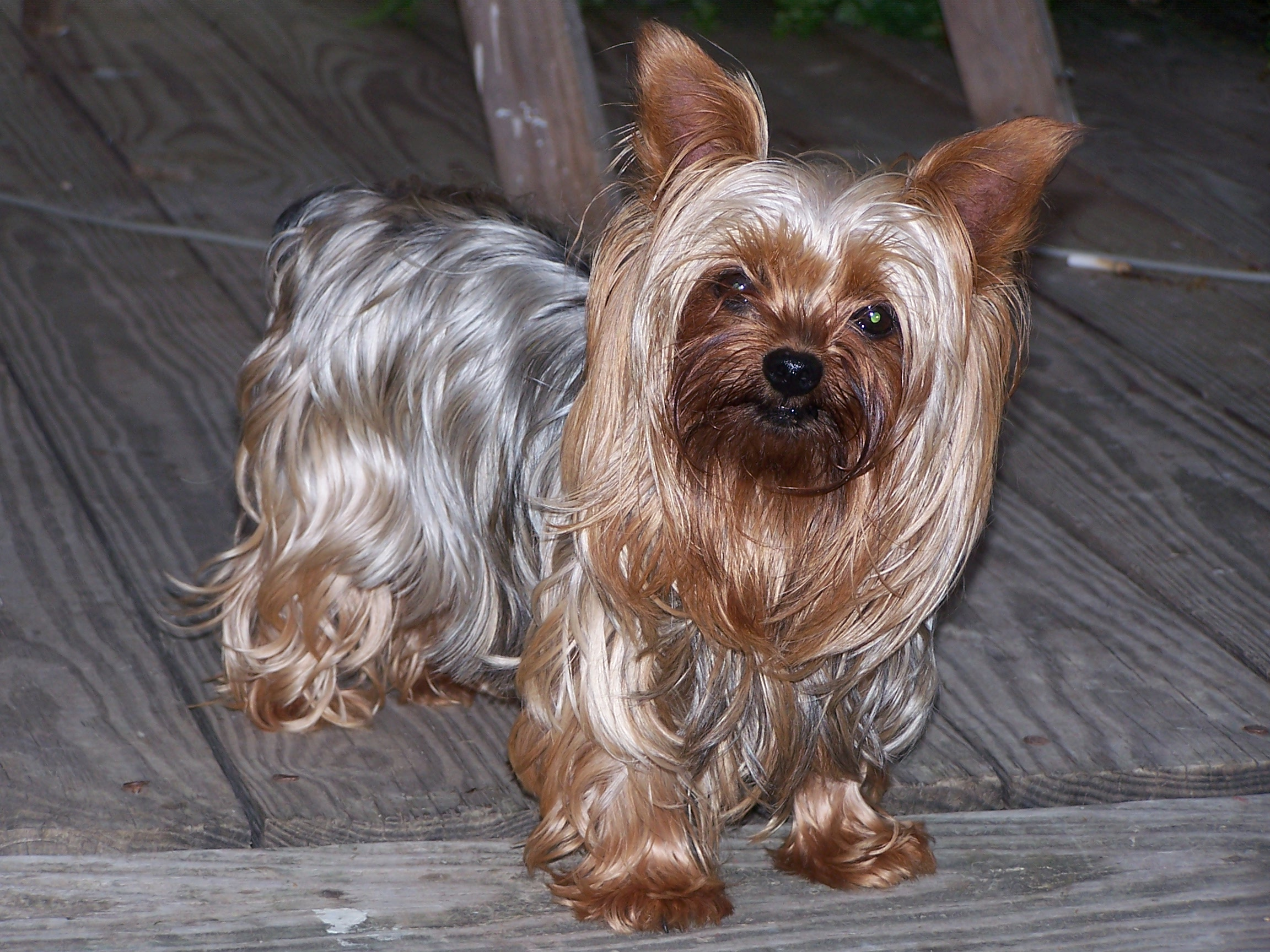
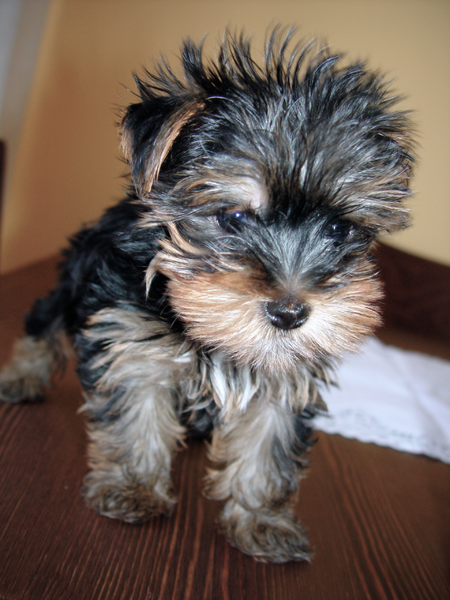
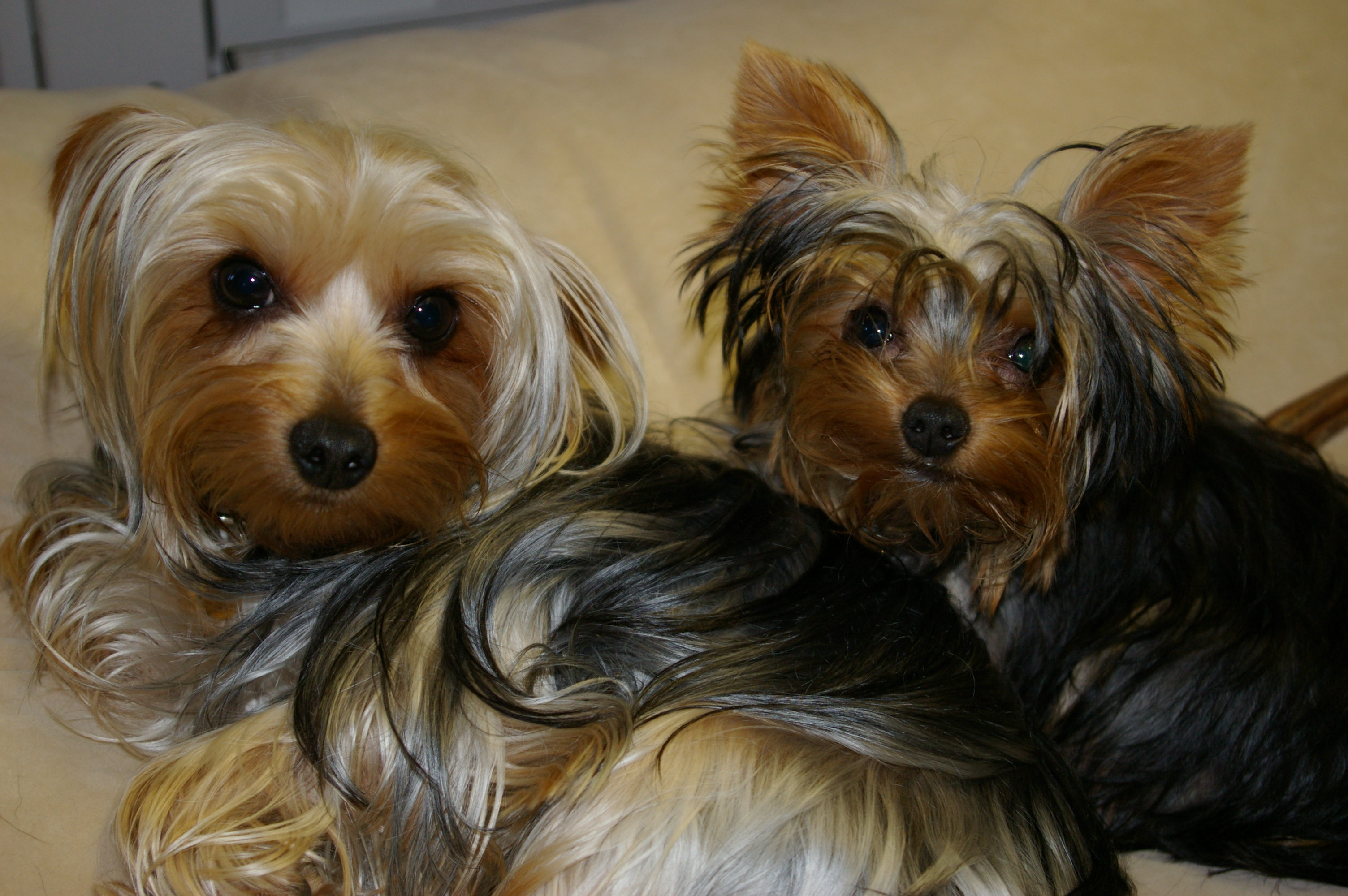
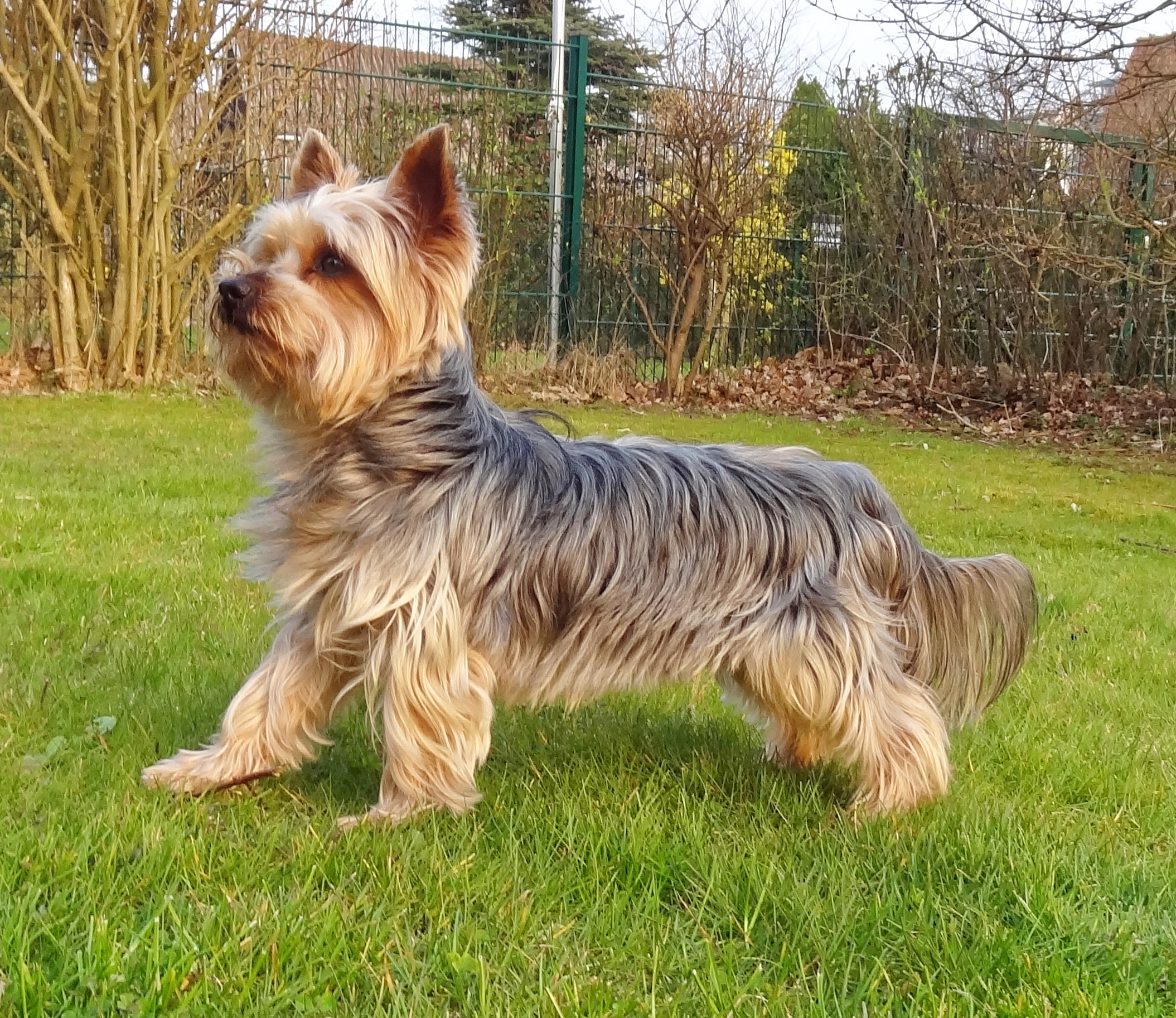
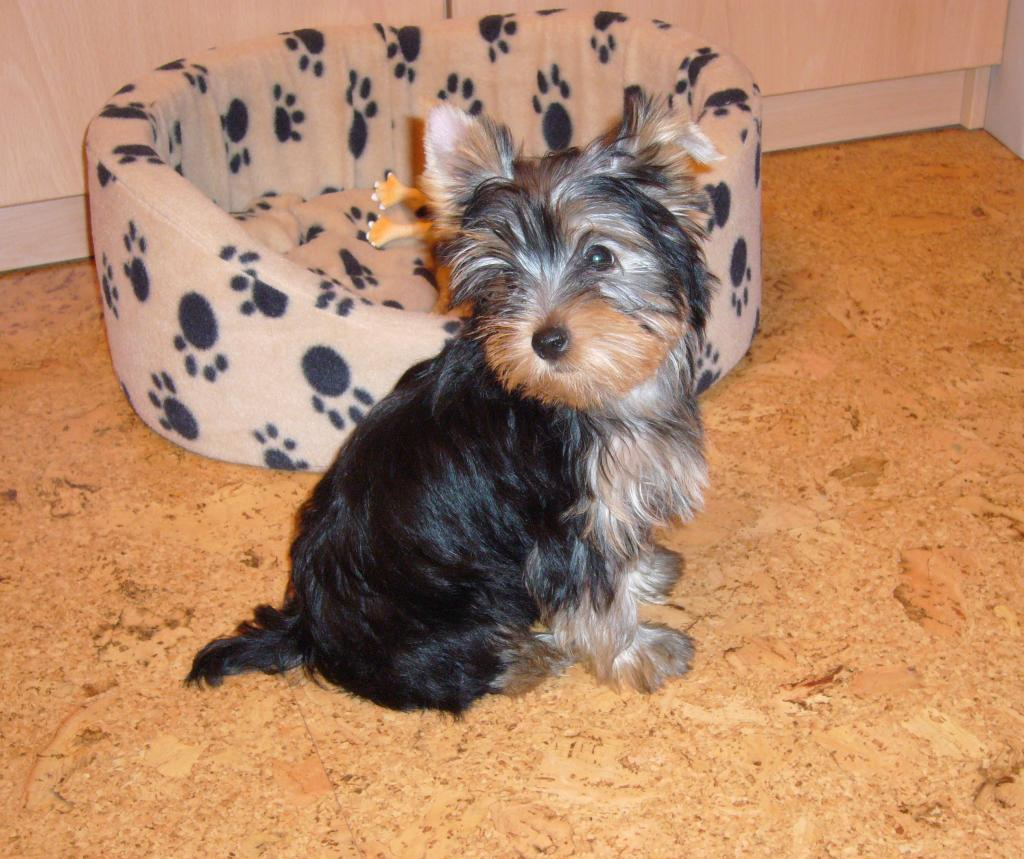
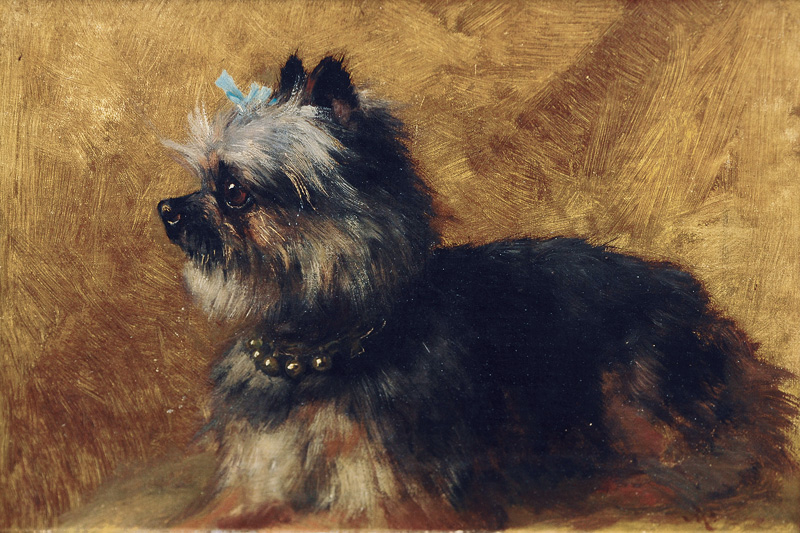
19世紀末の画家ヘンリエッタ・ロナー＝クニップの描いたヨークシャー・テリア

## 有名なヨークシャー・テリア
- 『101匹わんちゃん』に登場するスコッティ